# Берлинский кодекс 8502
Берлинский кодекс, или Ахмимский кодекс — название манускрипта, содержащего апокрифические сочинения на коптском языке, относящиеся к Новому Завету.

## История
Берлинский историк Церкви и коптолог Карл Шмидт нашел в 1896 году в Египте маленькую книгу, которую он приобрел для Египетского музея в Берлине . Книга представляет собой папирусный кодекс, записанный в один столбец, обшитый деревянными досками, покрытыми кожей. Изначально в книге было 72 листа или 144 страницы, из них сейчас отсутствуют 6 листов в начале и один в конце. Шмидт купил её у торговца антиквариатом и смог проследить её происхождение только до торговца в Ахмиме, из-за чего точное место находки неизвестно. Шмидт предполагал, что первоначальным местом находки был могильник в Ахмиме либо его окрестности. Почерк, которым написана книга, соответствует предположительно V веку н.э. По отметкам на кожаном переплете можно сделать вывод, что изначально книга принадлежала монастырской библиотеке.

## Язык рукописи
Тексты являются коптским переводом оригинальных греческих сочинений. От Евангелия от Марии и софии Иисуса Христа до нас дошли также более старые отрывки на греческом. Ириней Лионский был знаком с текстом Апокрифа, что также указывает на существовании более старой греческой версии. Различные версии Апокрифа совпадают между собой, но явно отличаются порядком слов, что указывает на существование различных переводов. Кроме того, некоторые греческие слова оставлены непереведёнными, а также определенные особенности греческого текста сохранены в коптском переводе. Перевод выполнен на саидском (фивском) диалекте, тем не менее в тексте попадаются одиночные следы ахмимского и субахмимского диалектов. Писец, вероятно, хотел сохранить саидский текст, при этом родным для него был субахмимский диалект, из-за чего в тексте попадаются следы субахмимского словообразования.

## Значение
Этот кодекс долгое время был одним из немногих известных связанных оригинальных гностических текстов, который дошел до нас не через Отцов Церкви и не несет на себе отпечаток борьбы с гностицизмом. Были также известны Кодекс Брюса и Аскевианский кодекс. Эти три текста, а также цитаты из сочинений отцов церкви с конца XVIII века до начала XX века составляли узкую базу для исследования гностицизма. Набор источников серьезно расширился только с обнаружением библиотеки Наг-Хаммади. Также есть проблема, что эти тексты являются египетским переводом и переработкой утраченных греческих оригиналов.

## Содержание
Кодекс представляет собой составную рукопись и содержит 4 текста на коптском языке.
- Евангелие от Марии с пропусками
- Апокриф Иоанна
- София Иисуса Христа
- Деяния Петра

Версии Апокрифа и Софии содержатся также в библиотеке Наг-Хаммади.